# Gitagum

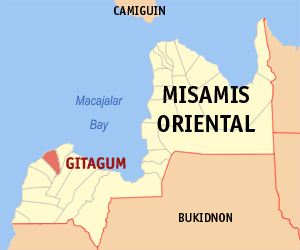
Bản đồ Misamis Oriental với vị trí của Gitagum

Gitagum là một Philippine municipality hạng 4 ở tỉnh Misamis Oriental, Philippines. Theo điều tra dân số năm 2000 của Philipin, đô thị này có dân số 13.522 người trong 2.774 hộ.
Gitagum được chia ra 7 barangay:
- Burnay
- Carlos P. Garcia
- Cogon
- Gregorio Pelaez (Lagutay)
- Kilangit
- Matangad
- Pangayawan
- Poblacion
- Quezon
- Tala-o
- Ulab